# Sarstoon
La rivière Sarstoon (en espagnol : Sarstún) est un fleuve du district de Toledo du Belize. Au sud, il forme la frontière entre le Guatemala et le Belize.